# تیرانداز (فیلم ۱۹۵۳)
تیرانداز (به انگلیسی: The Marksman) یک فیلم وسترن آمریکایی محصول سال ۱۹۵۳ میلادی به کارگردانی لوئیس دی. کالینز با بازی وین موریس، النا وردوگو و فرانک فرگوسن است.

## بازیگران
- وین موریس در نقش معاون مارشال مایک مارتین
- النا وردوگو در نقش جین وارن
- فرانک فرگوسن در نقش قهرمان ویلی
- ریک والین در نقش لئو سنتی
- آی استنفورد جولی در نقش مارشال باب اسکات
- تام پاورز به عنوان ستوان فرماندار واتسون
- رابرت بایس در نقش هنچمن کینکاید
- استنلی پرایس به عنوان قانون‌شکن
- راس ویتمن در نقش راستلر
- برد جانسون در نقش سوارکار
- ویلیام فاوست
- جک رایس در نقش کارمند
- تیم رایان در نقش راننده